# Самотен ли си тази вечер?
Самотен ли си тази вечер? (на английски: Are You Lonesome Tonight?) е американска песен, създадена през 1927 г. Елвис Пресли я записва през 1960 г. във версия, която остава известна.
Написана е през 1926 г. от Лу Хандман и Рой Търк и се превръща в хит на следващата година за редица изпълнители, включително американския певец Вон Де Лийт, канадския певец Хенри Бър и американеца Джийн Остин.
След това песента потъва горе-долу в забрава, докато не се появява кавърът ѝ от оркестъра „Блу Барън“ с вокали Боби Биърс през 1950 г. Ал Джолсън също записва кавър през 1953 г.

## Версия на Елвис Пресли
„Самотен ли си тази вечер?“ е една от любимите песни на съпругата на мениджъра на Елвис Пресли, полковник Паркър, и затова той ѝ предлага да я запише. Резултатът не зарадва певеца (който смята, че интерпретацията му не отдава дължимото на песента) и иска магнитната лента да бъде изхвърлена в кошчето, но продуцентът Стив Шоулс, който също прави записа, отменя решението и нарежда да бъде издадена.
Песента е издадена като сингъл в края на 1960 г. и достига номер едно в класациите от двете страни на Атлантическия океан. През декември достига номер едно в Съединените щати, а през януари – февруари 1961 г. – в Обединеното кралство.
Аранжиментът на версията на Пресли обикновено се счита за близък до този на Blue Barron and His Orchestra.

## Награди
През 2007 г. версията на Елвис Пресли получава наградата „Грами“ от Залата на славата.